# Concuguyapem
Concuguyapem (Couguyapem), pleme američkih Indijanaca poznato tek iz vremena sredine 18. stoljeća kada su obitavali na sjevernoj obali rijeke Rio Grande u današnjem Teksasu u kraju između današnjih gradova Zapata i Rio Grande City. Bili su vjerojatno jedna od mnogih manjih bandi Coahuiltecan Indijanaca kojima se identitet uskoro izgubio među drugim plemenima.

## Vanjske poveznice
- Concuguyapem Indians